# Witchawet Ua-ampon
Witchawet Ua-ampon (วิชเวช เอื้ออำพน, spesso traslitterato come Wichawet Ua-ampon), noto anche con lo pseudonimo di Bright (ไบรท์) (Provincia di Nakhon Si Thammarat, 1º marzo 1994), è un cantante, musicista e attore thailandese.

## Biografia
È diventato famoso partecipando alla nona edizione del talent show "Academy Fantasia", ma aveva già partecipato alle audizioni per l'ottava senza successo. Oltre che solista, dal 2017 fa parte del gruppo 2nd Hand Man.
Affiancando l'attività musicale, è noto anche per la sua carriera da attore; tra i ruoli da lui interpretati vi sono Boy nel film 367 wan Him and Her e Tan nella prima stagione della serie televisiva Make It Right: The Series - Rak ok doen.

## Discografia (da solista)

### Singoli
- 2012 - Yaa Perng Say No
- 2013 - Love Eternally
- 2014 - Dap Fai Duay Naam Man
- 2014 - Around The World
- 2015 - Wahra Soot Tai

### Collaborazioni
- 2017 - 123 Chalaam Keun Bok (con Sunny On The Rock)

## Discografia (con i 2nd Hand Man)

### Singoli
- 2017 - Ter Keu Sut Taai

## Filmografia

### Cinema
- 367 wan Him and Her, regia di Thiwarat Phadungkarn (2015)

### Televisione
- Buang Maan - serie TV (2014)
- AF11 The Series Guansaa Laafan Tontee 5: Playng Haeng Fan - serie TV (2015)
- Make It Right: The Series - Rak ok doen - serie TV (2016)
- 128 Bpee Lang Kha Daeng Ton Fan Raai - serie TV, 1 episodio (2017)
- Make It Live: On The Beach - serie TV, cameo (2019)